# New Orleans Saints 1993
La stagione 1993 dei New Orleans Saints è stata la 27ª della franchigia nella National Football League. Malgrado avere vinto tutte le prime cinque partite, la squadra terminò con un record di 8-8, rimanendo fuori dai playoff dopo averli raggiunti per tre anni consecutivi.
Il quarterback Bobby Hebert, che era stato il titolare dei Saints dal 1985 al 1992, tranne per la stagione che scioperò nel 1990, firmò come free agent con gli Atlanta Falcons. Wade Wilson, che era uscito dalle grazie dei Minnesota Vikings dopo la firma dell'allenatore Dennis Green nel 1992, firmò come sostituto di Hebert.
Durante una sconfitta contro i New York Giants nel Monday Night Football, i tifosi del Louisiana Superdome esultarono sarcasticamente quando Wilson si infortunò. L'incidente fece infuriare coach Jim Mora, che sbottò in conferenza stampa.

## Scelte nel Draft 1993
| Scelte dei Saints nel Draft 1993                                                     |        |                   |                  |                  |
| Giro                                                                                 | Scelta | Giocatore         | Ruolo            | College          |
| 1                                                                                    | 8      | Willie Roaf * †   | Offensive tackle | Louisiana Tech   |
| 1                                                                                    | 20     | Irv Smith         | Tight end        | Notre Dame       |
| 2                                                                                    | 53     | Reggie Freeman    | Linebacker       | Florida State    |
| 4                                                                                    | 89     | Lorenzo Neal *    | Fullback         | Fresno State     |
| 4                                                                                    | 109    | Derek Brown       | Running back     | Nebraska         |
| 5                                                                                    | 137    | Tyrone Hughes *   | Cornerback       | Nebraska         |
| 6                                                                                    | 165    | Ronnie Dixon      | Defensive tackle | Cincinnati       |
| 7                                                                                    | 193    | Othello Henderson | Defensive back   | UCLA             |
| 8                                                                                    | 221    | Jon Kirksey       | Defensive tackle | Sacramento State |
| † Pro Football Hall of Fame * Convocato per il Pro Bowl almeno una volta in carriera |        |                   |                  |                  |

## Roster
| Roster dei New Orleans Saints nel 1993 |
| --- |
| Quarterback - 4 Steve Walsh - 18 Wade Wilson Running Back - 24 Derek Brown - 21 Dalton Hilliard - 25 Fred McAfee - 22 Brad Muster FB - 36 Derrick Ned FB Wide Receiver - 89 Quinn Early - 84 Eric Martin - 86 Pat Newman - 83 Torrance Small - 88 Floyd Turner Tight End - 85 Hoby Brenner - 82 Irv Smith Offensive Linemen - 71 Richard Cooper T - 72 Jim Dombrowski G - 62 Jay Hilgenberg C - 61 Joel Hilgenberg C - 70 Chris Port G - 77 Willie Roaf T Defensive Linemen - 63 Karl Dunbar DE - 91 Robert Goff NT - 93 Wayne Martin DE - 69 Les Miller DE - 99 Joel Smeenge DE - 73 Frank Warren DE - 94 Jim Wilks NT Linebacker - 55 Reggie Freeman OLB - 57 Rickey Jackson OLB - 53 Vaughan Johnson ILB - 51 Sam Mills ILB - 97 Renaldo Turnbull OLB - 90 James Williams ILB - 92 DeMond Winston ILB Defensive Back - 28 Gene Atkins FS - 26 Vince Buck CB - 41 Toi Cook CB - 27 Reggie Jones CB - 43 Tyrone Legette CB - 46 Sean Lumpkin S - 47 Cedric Mack CB - 39 Brett Maxie SS - 37 Jimmy Spencer CB - 29 Keith Taylor SS Special Team - 7 Morten Andersen K - 6 Tommy Barnhardt P |
| Legenda - I rookie sono in corsivo. - Il primo ruolo è il principale mentre gli eventuali successivi indicano i ruoli secondari. - (IR) sta per Injured Reserve ed indica la lista ristretta per un solo giocatore infortunato che può tornare ad allenarsi dopo la settimana 6 e a rientrare in prima squadra dopo che questa ha giocato 8 partite. - (NF-Inj.) / (NF-Ill.) stanno rispettivamente per Non-Football Injured e Non-Football Illness ed indicano le liste dove viene inserito un giocatore che ha un infortunio o una malattia non dipendente dal football americano. - (PUP) sta per Physically Unable to Perform ed indica la lista dove viene inserito un giocatore mentre è in attesa di recuperare la condizione fisica. Nella stagione regolare dopo la sesta partita giocata dalla propria squadra, il giocatore ha tempo tre settimane per riprendere ad allenarsi, più tre settimane aggiuntive dal suo rientro agli allenamenti per rientrare in prima squadra. |

## Calendario
| Stagione regolare |                        |                    |
| Turno             | Avversario             | Risultato          |
| 1                 | Houston Oilers         | V 33–21            |
| 2                 | at Atlanta Falcons     | V 34–31            |
| 3                 | Detroit Lions          | V 14–3             |
| 4                 | San Francisco 49ers    | V 16–13            |
| 5                 | at Los Angeles Rams    | V 37–6             |
| 6                 | Settimana di pausa     | Settimana di pausa |
| 7                 | at Pittsburgh Steelers | S 37–14            |
| 8                 | Atlanta Falcons        | S 26–15            |
| 9                 | at Phoenix Cardinals   | V 20–17            |
| 10                | Settimana di pausa     | Settimana di pausa |
| 11                | Green Bay Packers      | S 19–17            |
| 12                | at San Francisco 49ers | S 42–7             |
| 13                | at Minnesota Vikings   | V 17–14            |
| 14                | at Cleveland Browns    | S 17–13            |
| 15                | Los Angeles Rams       | S 23–20            |
| 16                | New York Giants        | S 24–14            |
| 17                | at Philadelphia Eagles | S 37–26            |
| 18                | Cincinnati Bengals     | V 20–13            |

## Classifiche
| NFC West                |    |    |   |      |     |      |     |
|                         | V  | S  | P | %    | DIV | CONF | STR |
| (2) San Francisco 49ers | 10 | 6  | 0 | .625 | 473 | 295  | S2  |
| New Orleans Saints      | 8  | 8  | 0 | .500 | 317 | 343  | V1  |
| Atlanta Falcons         | 6  | 10 | 0 | .375 | 316 | 385  | S3  |
| Los Angeles Rams        | 5  | 11 | 0 | .313 | 221 | 367  | V1  |